# Ginalloa linearis
Ginalloa linearis är en sandelträdsväxtart som beskrevs av Danser. Ginalloa linearis ingår i släktet Ginalloa och familjen sandelträdsväxter. Inga underarter finns listade i Catalogue of Life.